# 鬼神丸国重
鬼神丸 国重（きじんまる くにしげ）は江戸時代の摂津国の刀工。俗名長兵衛。
新刀中上作にして業物。本国は備中国で水田派の安左衛門国光の子。二代河内守国助の門人となり、江戸、秋田、薩摩などでも作刀するという。作風は大乱れの刃文を得意とし、茎には「摂州住国重」「摂州住池田鬼神丸国重」などと銘を切る。「池田」は住地摂州池田（現 大阪府池田市）のことである。
勝小吉の差料。新選組三番隊組長、斎藤一の愛刀も、彼の作とされる。